# دال خط

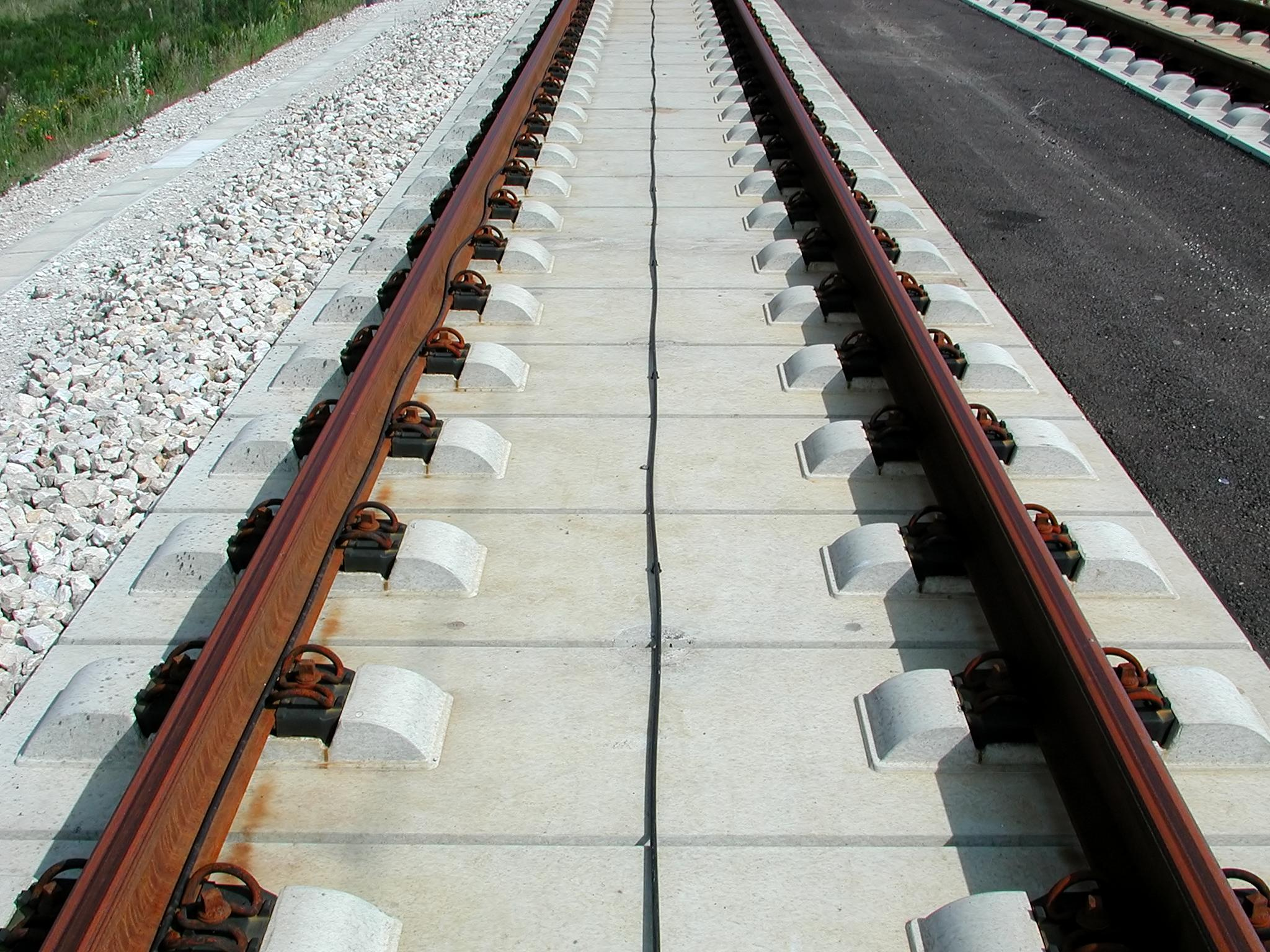
دال خط ساخته شرکت ماکس بوگل

دال خط یا خط بدون بالاست به گونه‌ای از روسازی خطوط ریلی گفته می‌شود که در آن تراورسها بجای آنکه روی بستری از خرده‌سنگ‌ها (بالاست) قرار بگیرد بر روی سازه‌ای بتنی مسلح قرار داده می‌شود.
خط آهن بدون بالاست به تعمیر و نگهداری کمتری نیاز دارد و قادر به تحمل بارهای وارده بیشتری است. به این خاطر در خطوط ریلی با سرعت بالا از این گونه روسازی بهره می‌گیرند.
استفاده از این خطوط در داخل تونل‌ها و پل‌ها به دلیل دشواری عملیات تعمیر و نگهداری رایج‌تر است.
هزینه ساخت دال خط‌ها از هزینه ساخت روسازی‌های بالاستی بیشتر است.
گاه در روسازی خطوط مترو و تراموا نیز از این روش استفاده می‌شود.